# Andrej Kontjalovskij

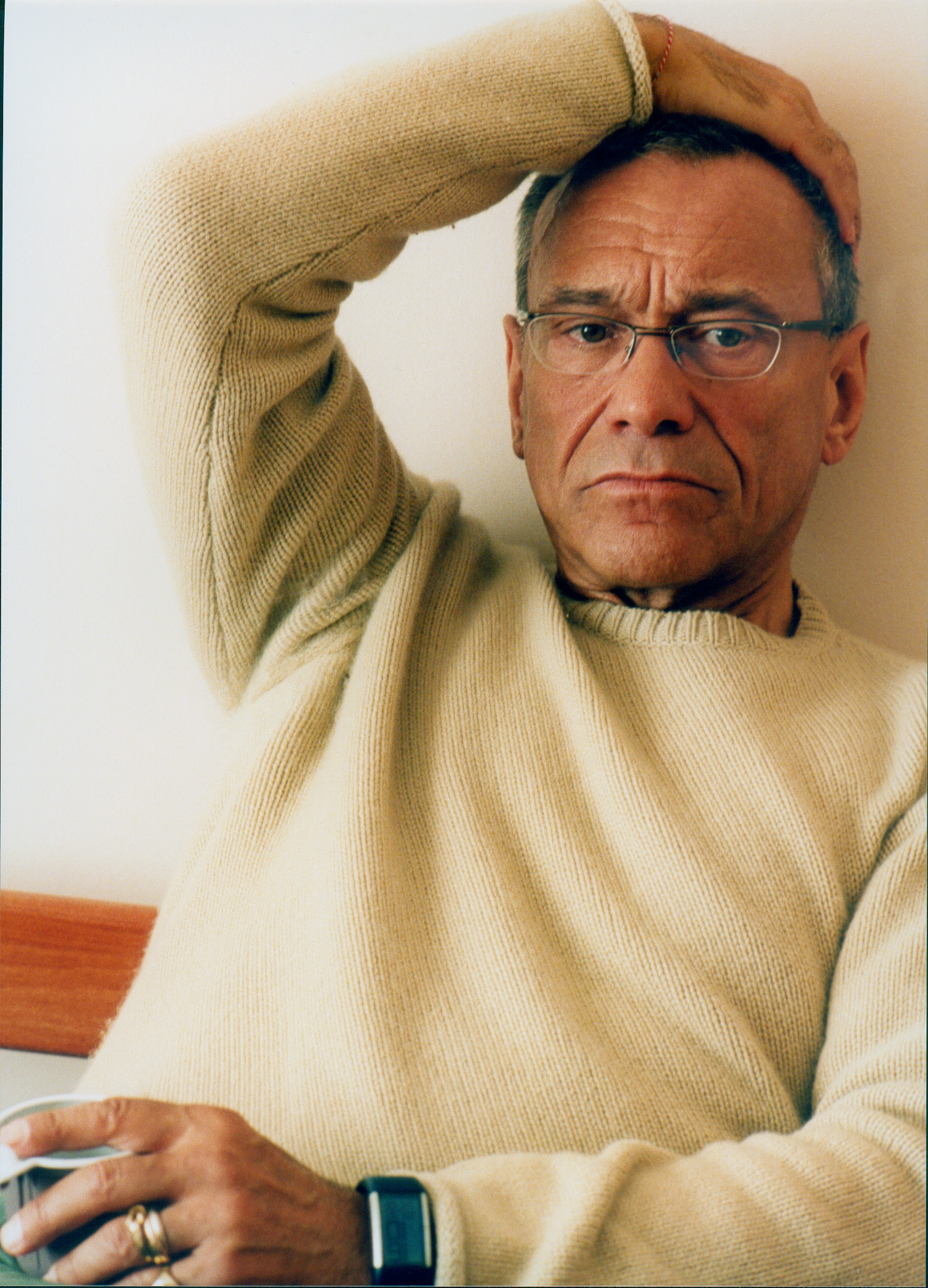
Andrej Kontjalovskij, 2004.

Andrej Sergejevitj Michalkov-Kontjalovskij (ryska: Андре́й Сергеевич Михалков-Кончаловский), född 20 augusti 1937 i Moskva i Sovjetunionen (nu Ryssland), är en rysk film- och teaterregissör, manusförfattare och filmproducent. Han har framför allt verkat i Sovjetunionen, Ryssland och USA. Han är äldre bror till regissören och skådespelaren Nikita Michalkov.

## Filmografi i urval
- 1961 – Vägvälten och fiolen (manus)
- 1966 – Den förste läraren (manus och regi)
- 1966 – Den yttersta domen – livsdramat Andrej Rubljov (manus)
- 1969 – Adelsnästet (manus och regi)
- 1971 – Döden på dig väntar (manus)
- 1971 – Onkel Vanja (manus och regi)
- 1974 – Sången om kärleken till Tanja (regi)
- 1976 – Kärlekens slaveri (manus)
- 1980 – Sången om Sibirien (manus och regi)
- 1984 – Marias älskare (manus och regi)
- 1985 – Runaway Train (manus och regi)
- 1986 – Duet for One (regi)
- 1987 – Shy People (manus och regi)
- 1988 – Asjas lycka (regi)
- 1989 – Tango & Cash (regi)
- 1989 – Homer & Eddie (regi)
- 1992 – Den innersta kretsen (manus och regi)
- 1994 – Min höna Riaba (manus, regi och producent)
- 1995 – Lumière et Compagnie (antologifilm, regi)
- 1997 – Odysséen (TV-serie) (regi)
- 2007 – Chacun son cinéma (regi, delen "Dans le Noir")
- 2010 – Nötknäpparen (3D-film; regi och producent)
- 2014 – Belyje notji potjtalona Alekseja Trjapitsyna
- 2020 – Kamrater! (manus, regi och producent)